# Cuarteto de cuerda n.º 2 (Dohnányi)
El Cuarteto de cuerdas n.º 2 en re bemol mayor, Op. 15, es una composición de música de cámara de Ernő Dohnányi. Compuesta entre 1906 y 1907, su estructura en dos movimientos lentos rodeando un presto, recuerda el esquema pre-clásico a la vez que prefigura el cuarteto de cuerda moderno (por ejemplo, los dos primeros cuartetos de Béla Bartók). Fue estrenado en noviembre de 1907 por el Cuarteto Klinger en Berlín.

## Estructura
1. Andante
2. Presto accaciato
3. Molto adagio

- Tiempo de ejecución: veinticinco minutos.